# Eneacontaedru rombic
În geometrie un eneacontaedru rombic este un poliedru cu 90 de fețe rombice. Fețele sunt de două feluri: 60 de romburi late și 30 de romburi înguste. Are 92 de vârfuri, în 60 din ele se întâlnesc câte 3 romburi, în 12 câte 5 romburi, iar în 20 câte 6 romburi. Eneacontaedrul rombic este un zonoedru cu o oarecare asemănare cu triacontaedrul rombic.
Simbol său Conway este jtI sau dakD.

## Construcție
Poate fi văzut ca un icosaedru trunchiat neuniform augmentat cu piramide pe fețele pentagonale și hexagonale, cu înălțimile ajustate până când unghiurile diedre sunt zero, iar cele două tipuri de laturi laterale ale piramidelor au lungime egală. Această construcție este exprimată în notația Conway a poliedrelor drept jtI cu operatorul de joncțiune j (în engleză join).

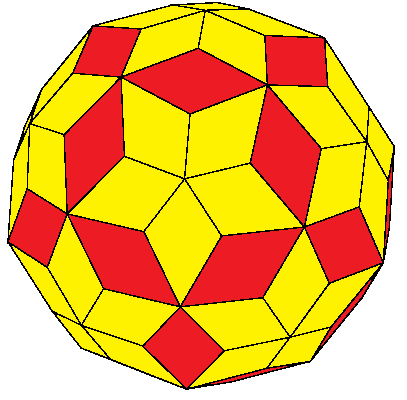
Icosaedru trunchiat jocțional

Cele 60 de fețe rombice late din eneacontaedrul rombic sunt identice cu cele din dodecaedrul rombic, cu diagonale în raport de 1 : √2. Unghiurile acestor romburi sunt de aproximativ 70,528° și 109,471°. Cele treizeci de fețe rombice înguste au unghiurile de 41,810° și 138,189°, iar diagonalele sunt în raportul 1 : φ2.
Fără constrângerea de a avea laturi egale, dacă sunt limitate doar de simetria icosaedrică romburile late sunt romboizi.

## Densitatea împachetării compacte
Densitatea de împachetare optimă a eneacontaedrelor rombice este:
{\displaystyle \eta =16-{\frac {34}{\sqrt {5}}}\approx 0,7947377530014315}.
S-a observat că această valoare optimă este obținută într-o rețea Bravais de către de Graaf. Deoarece eneacontaedrul rombic este cuprins într-un dodecaedru rombic a cărui sferă înscrisă este identică cu propria sa sferă înscrisă, valoarea fracției optime de împachetare este un corolar al conjecturii Kepler⁠(d): se poate realiza prin plasarea unui rombicuboctaedru în fiecare celulă a fagurelui dodecaedric rombic și nu poate fi depășită, deoarece altfel densitatea optimă de împachetare a sferelor ar putea fi depășită prin introducerea unei sfere în fiecare rombicuboctaedru al împachetarii ipotetice care ar depăși-o.

## Mărimi asociate
Următoarele formule pentru arie, A și volum, V sunt stabilite pentru lungimea laturilor tuturor poligoanelor (care sunt regulate) a:
{\displaystyle A=20\,(1+2{\sqrt {2}})\,a^{2}\approx 76,568542~a^{2},}
{\displaystyle V={\frac {20}{3}}{\sqrt {43+{\frac {56}{3}}{\sqrt {5}}}}\,a^{3}\approx 61,369531~a^{3}.}